# Jöns Olsson i Kvarnbrodda
Jöns Olsson (i riksdagen kallad Olsson i Kvarnbrodda), född 18 februari 1836 i Veberöd, död där 11 november 1923, var en svensk lantbrukare och politiker. 
Jöns Olsson, som kom från en bondesläkt, var lantbrukare i Kvarnbrodda i Veberöd, där han också var ordförande i kommunalstämman och kommunalnämnden. Han var även ledamot av Malmöhus läns landsting.
Han var riksdagsledamot i andra kammaren 1868–1869 för Torna härads valkrets och anslöt sig i riksdagen till Nyliberala partiet. I riksdagen var han bland annat ledamot i 1869 års tillfälliga utskott. Han engagerade sig bland annat frågor om brännvinstillverkning och prästerskapets privilegier. I riksdagen skrev han 3 egna motioner, om tillåtande av mindre brännvinsbrännerier, om taxeringen av präster och om förbud för präst att inneha klockaresyssla som sinekur.